# Жебровський Борис Михайлович
Жебро́вський Бори́с Миха́йлович (24 вересня 1948 , Вільшанка, Одеська область ) — український освітній діяч, заступник Міністра освіти і науки України (2005—2007, 2010—2014).
Кандидат педагогічних наук (2002), заслужений працівник освіти України (1998), президент Міжнародного педагогічного клубу європейських столиць (з 1999), президент Всеукраїнської асоціації Монтессорі-вчителів.

## Біографія
Народився 24 вересня 1948 року в смт Вільшанка на Кіровоградщині. Там же закінчив середню школу зі срібною медаллю, після цього рік працював у школі, розпочавши свою педагогічну кар'єру у 17 років.
Вступив на 1 курс історичного факультету Харківського національного університету імені В. Н. Каразіна. Через рік перевівся на історико-філологічний факультет Горьківського державного університету імені М. І. Лобачевського. Диплом захищав на кафедрі історії Московського державного університету імені М. В. Ломоносова.
Довгий час працював на Уралі. Згодом, повернувшись на Батьківщину, працював першим заступником начальника управління освіти м. Києва, а потім майже 9 років — начальником головного управління освіти і науки Київської міської державної адміністрації.
З 28 березня 2005 по 27 грудня 2007 року — перший заступник Міністра освіти і науки України.
У 2008—2009 роках працював в апараті Верховної Ради України.
З 17 березня 2010 по 26 січня 2011 — перший заступник Міністра освіти і науки України, з 26 січня 2011 по 28 лютого 2013 — заступник Міністра освіти і науки, молоді та спорту України, а з 28 лютого 2013 (після розділення міністерств) по 5 березня 2014 року — заступник Міністра освіти і науки України.
Одружений. Має сина і онуку.

## Нагороди
- Заслужений працівник освіти України (3 листопада 1998)[1];
- Почесна грамота Кабінету Міністрів України (8 жовтня 2001)[11];
- Орден «За заслуги» ІІІ ступеня (10 листопада 2003)[12];
- Орден «За заслуги» ІІ ступеня (27 червня 2013)[13].